# Belver (Gavião)
Belver is een plaats (freguesia) in de Portugese gemeente Gavião en telt 900 inwoners (2001).